# Archives de l'État à Mons
Les Archives de l'État à Mons sont l’une des 20 implantations des Archives de l'État en Belgique. Ce dépôt se trouve au sous-sol du Lotto Mons Expo, sur le site des Grands Prés (avenue des Bassins no 66 à Mons en province de Hainaut), à environ 2 km de la gare.

## Qu’y trouve-t-on?

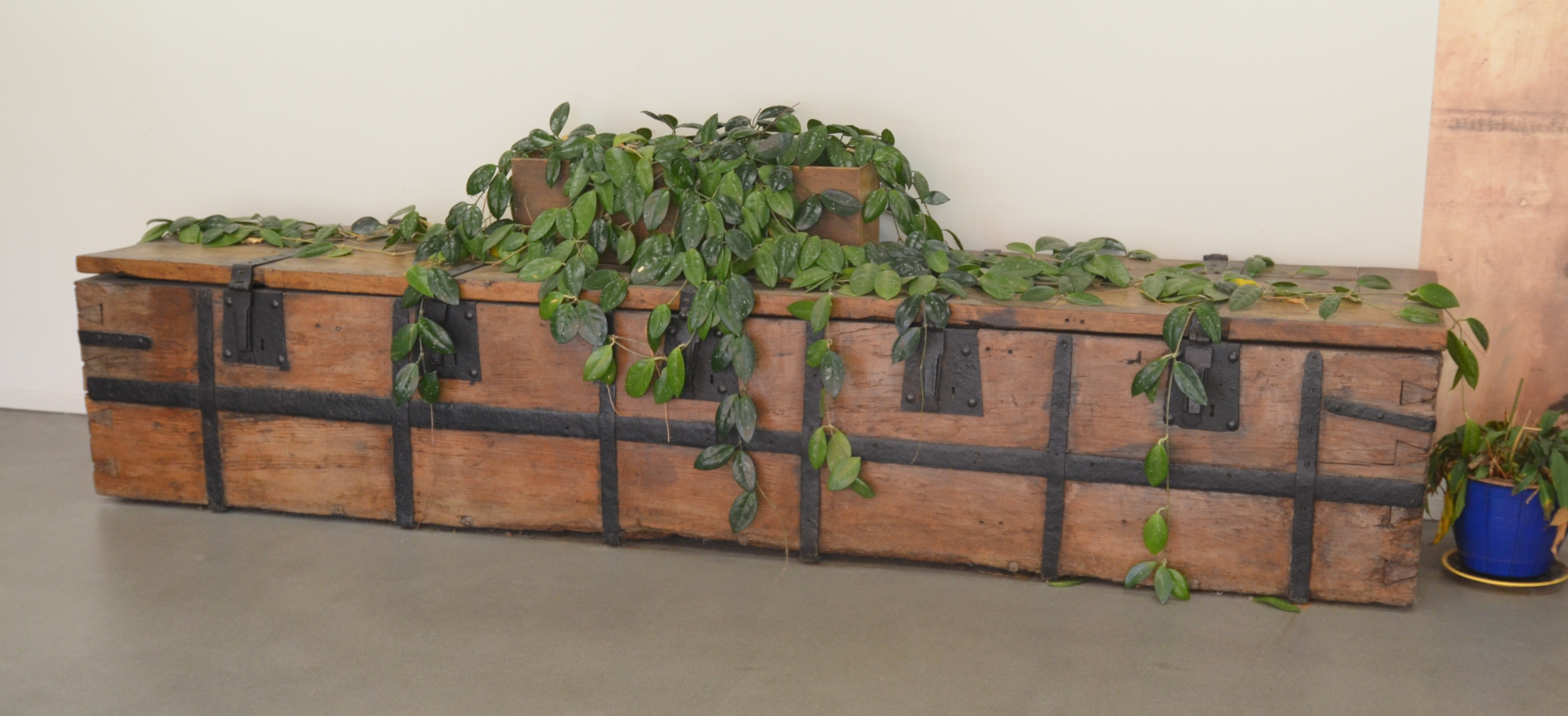
Ferme, coffre à plusieurs serrures exposé dans le hall d'entrée.

Les Archives de l'État à Mons conservent plus de 25 km d’archives et étendent leur ressort sur le territoire des arrondissements judiciaires de Mons et de Charleroi. 
En raison des destructions de 1940, les archives provenant des institutions d'Ancien Régime ne totalisent cependant qu'environ 150 m linéaires. Ces fonds sont toutefois d'une grande richesse. 
Étudiants, chercheurs, passionnés de généalogie ou d’histoire peuvent consulter aux Archives de l’État à Mons, dans la limite du caractère privé de certaines données :
- Les archives des seigneuries d'Erquennes, de Beaumont, de Walhain, etc.
- Les archives de la Trésorerie des comtes de Hainaut.
- Les archives provenant des cours et tribunaux des arrondissements judiciaires de Charleroi et de Mons : tribunaux civils, tribunaux correctionnels, tribunaux des enfants, parquets, etc.
- Les archives des services déconcentrés des ministères fédéraux : administrations des mines de Mons et de Charleroi, conservations des hypothèques, bureaux de recettes de l'enregistrement, etc.
- Les archives de l'administration centrale (1795-1800) puis de la préfecture (1793-1814) du département de Jemmapes.
- Les archives du gouvernement provincial à l'époque du royaume uni des Pays-Bas, (1815-1830)
- Les minutes, répertoires et tables des notaires des arrondissements judiciaires de Charleroi et de Mons.
- Les archives ecclésiastiques : chapitre Saint-Vincent de Soignies, abbaye de Bonne-Espérance, abbaye de Saint-Feuillien, collège des Jésuites de Mons, couvent des Pénitentes-Récollectines à Braine-le-Comte, etc.
- Les archives d'entreprises : charbonnage Remise du Roton, charbonnages de Bernissart, charbonnages de Bois-du-Luc, de La Louvière et Sars-Longchamps, de Mariemont-Bascoup, charbonnages du Trieu-Kaisin (Châtelineau), Ateliers Hanrez (Monceau-sur-Sambre), etc.
- Les archives des différentes communes de l'arrondissement judiciaire de Mons et de Charleroi.
- Les archives de particuliers ayant joué un rôle important dans la vie sociale : archives des familles Bonaert, de Caraman-Chimay, de la Barre, La Roche de Thieusies, Obert de Thieusies, archives des anciens ministres Léo Collard, Michel Levie et Fulgence Masson, archives de Charles Périn, etc.
- Les registres paroissiaux.
- Les registres de l'état civil.
- Les cartes.
- Les plans : plans Popp, plans cadastraux, etc.
- etc.

Certains documents remontent au Moyen Âge.

## Salle de lecture numérique
Depuis août 2009, les registres paroissiaux et registres d’état civil de tout le pays ont été progressivement numérisés et mis à disposition du public dans les salles de lecture des Archives de l’État, dont celle de Mons. 
Depuis janvier 2013,  plus de 27 000 registres paroissiaux et un nombre sans cesse croissant de registres d’état civil sont également disponibles gratuitement sur le site internet des Archives de l’État.
D’autres types de documents sont, par ailleurs, consultables depuis la salle de lecture numérique ou le site internet des Archives de l’État : 6 000 photos de la Première Guerre mondiale, des milliers de cartes et plans, les procès-verbaux du Conseil des Ministres (1918-1979), l'annuaire statistique de la Belgique (et du Congo belge) depuis 1870, 38 000 moulages de sceaux, etc.

## Historique
Les origines du dépôt des Archives de l’État à Mons datent de 1788. De 1872 à 2006, les Archives de l’État étaient installées à la place du Parc à Mons. Le dépôt a été bombardé et en grande partie détruit en 1940 par l’aviation allemande puis rouvert le 29 mai 1954. Les Archives de l'État sont présentes sur le site des Grands Prés depuis 2006.